# 江上茂
江上 茂（えがみ しげる、1912年12月7日 - 1981年1月8日）は、松濤館空手家の開拓者であり、松濤会の創始者。現代空手の創始者として広く知られる船越義珍の弟子。

## 生涯

### 青年期
江上は1912年12月7日、 福岡県大牟田市に生まれた。船越義珍の初期の弟子の一人で、江上は早稲田大学に進学して船越と出会った。江上は大学の空手部の設立につとめる。その前に彼はすでに柔道、剣道、合気道などを経験していた。

### 空手のキャリア
江上は船越義珍と息子の船越義豪 、下田猛とともに、空手を日本の武道として宣伝するために、展覧会のステージを回って日本中を旅した。最年少のインストラクターとして船越義珍から評価委員に選出され。以降は学習院、東邦、中央大学で空手を教えた。1949年5月27日、船越傘下の日本空手協会設立にも尽力した。  
江上は40歳になって健康が悪化した。  1956年以降、彼は2つの手術を受け、ある時点で10分弱の間、心肺停止になっている。 船越が1957年に亡くなった後、江上は「致命的な武道」とされる空手が持つ評判の悪さを変えようとし始めた。 江上は、スポーツ志向の戦闘と空手といった側面を避けること、空手の重要な側面で妥協することは決してなかった。 彼は競技が空手の訓練と精神をあまりにも変えたと考え、そして、彼は空手が勝利への戦闘よりもはるかに多くの洞察を持っていることは、完全に明白であると強調していた。 
1973年に江上は指導のためロサンゼルスを訪れ、1976年にも同様の使命で台湾と5つのヨーロッパ諸国を訪問した。  江上は著書「空手の道：ビヨンド・テクニック」 （1976）を執筆。改訂版は死後の1986年と2000年に The Heart of Karate-Doとして発行された。

### その後の人生
晩年、江上は多くの病気に悩まされた。 脳塞栓症は、彼が固形食を食べずに3ヶ月暮らすことで、自分の強さをテストし、そうして彼は結局37kgまで体重を減らした。 江上は1981年1月8日午後 7 時に東京で亡くなった  [a]。 